# Dom przy ul. Rynek 3 w Nowej Rudzie
Dom przy ul. Rynek 3 w Nowej Rudzie – wzniesiony w 1706 r. w Nowej Rudzie.

## Historia
W 1736 r. był to budynek dwukondygnacyjny. Podcień wykonano pod koniec XVIII wieku lub na początku XX wieku. Dom został przebudowany w latach 1870-1880. Pod koniec XVIII wieku budynek należał do kupca Gendela, w XIX wieku do Böhma, stąd jego ówczesna nazwa Böhmischer Hof. Od 1858 roku w domu mieściła się placówka pocztowa.

## Architektura
Obecnie jest to trzykondygnacyjny budynek szczytowy, podcieniowany i częściowo murowany z portalem kamiennym. Na tej samej pierzei znajduje się zabytkowa kamienica, Rynek 7.

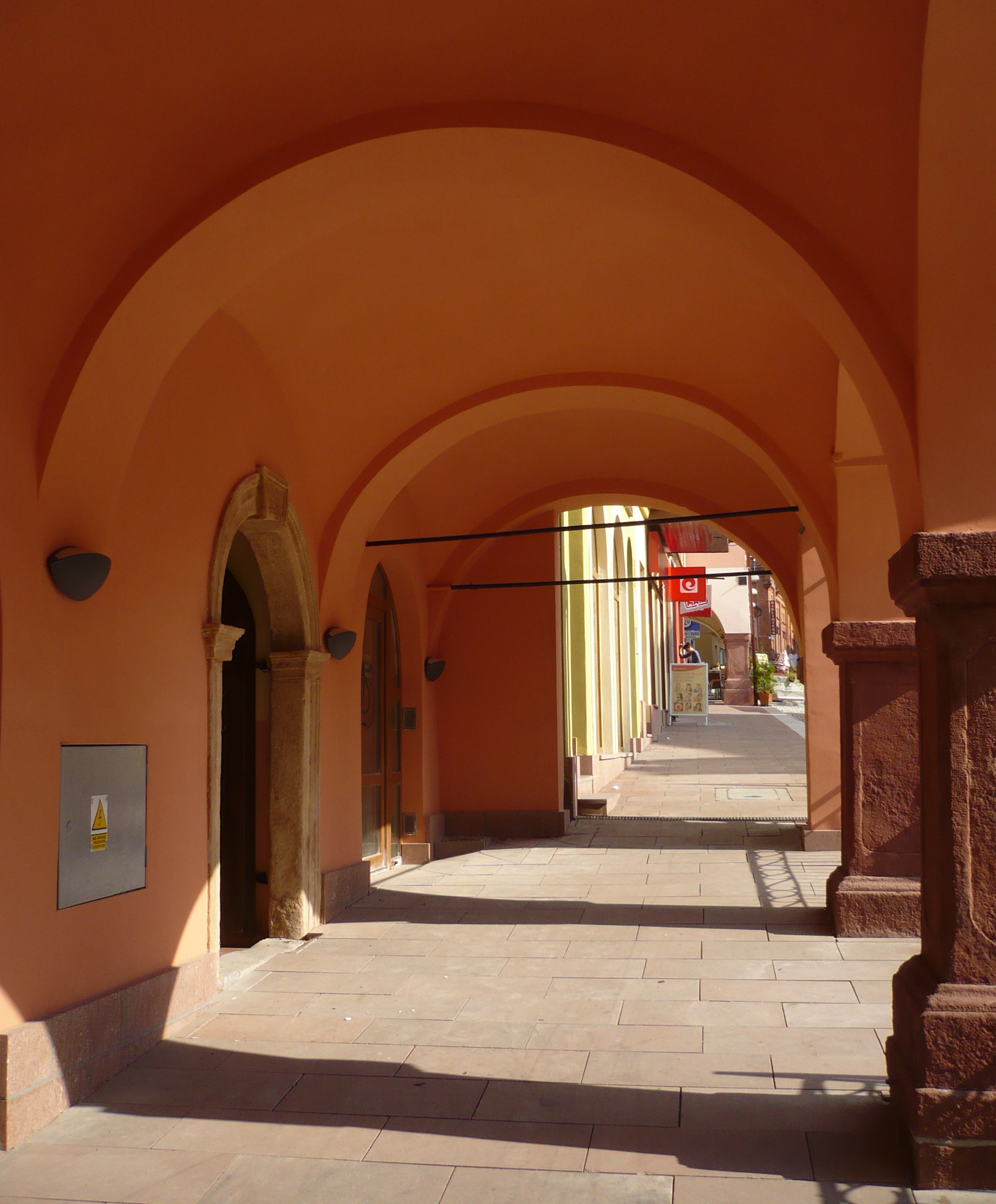
Podcienie
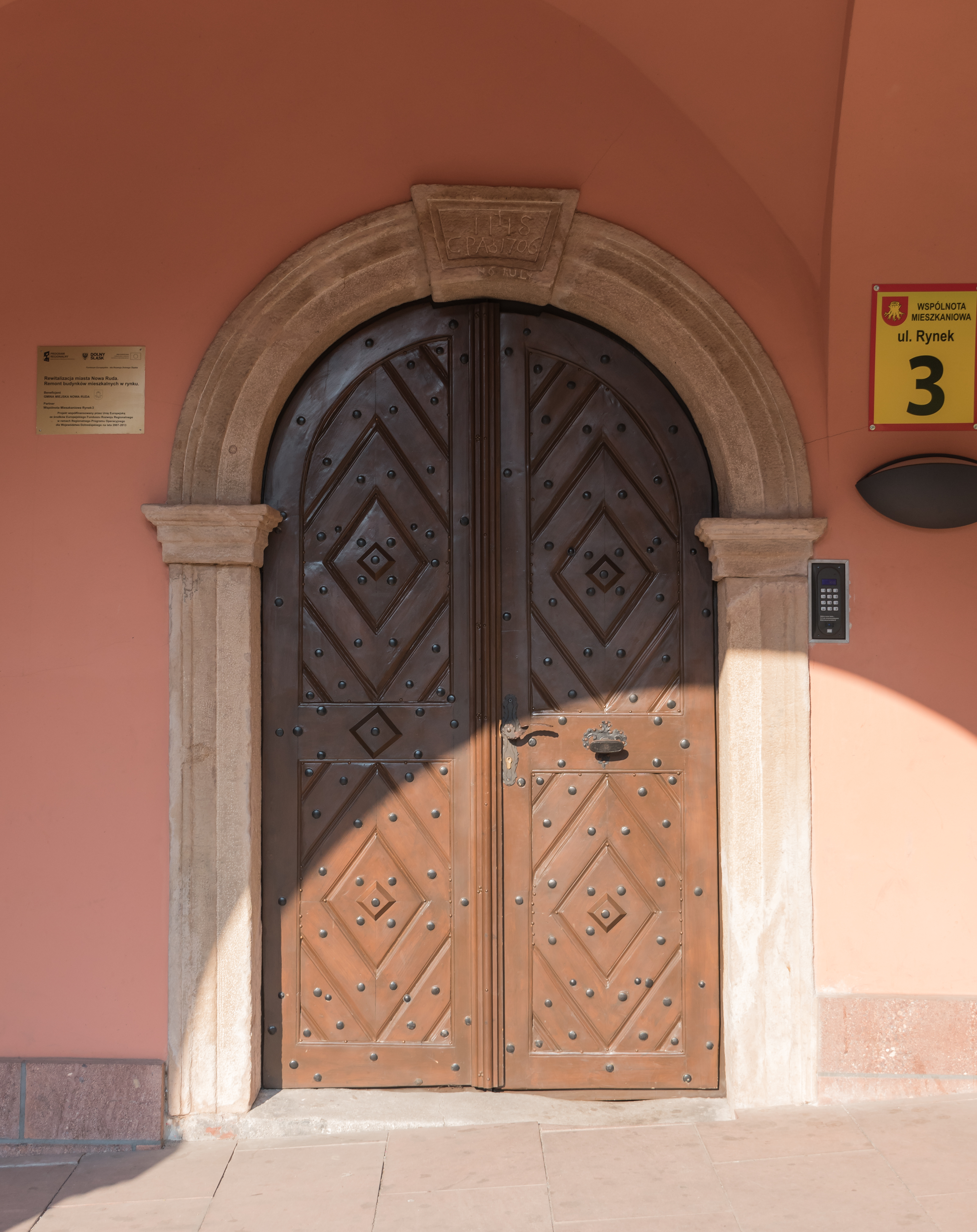
Portal wejściowy
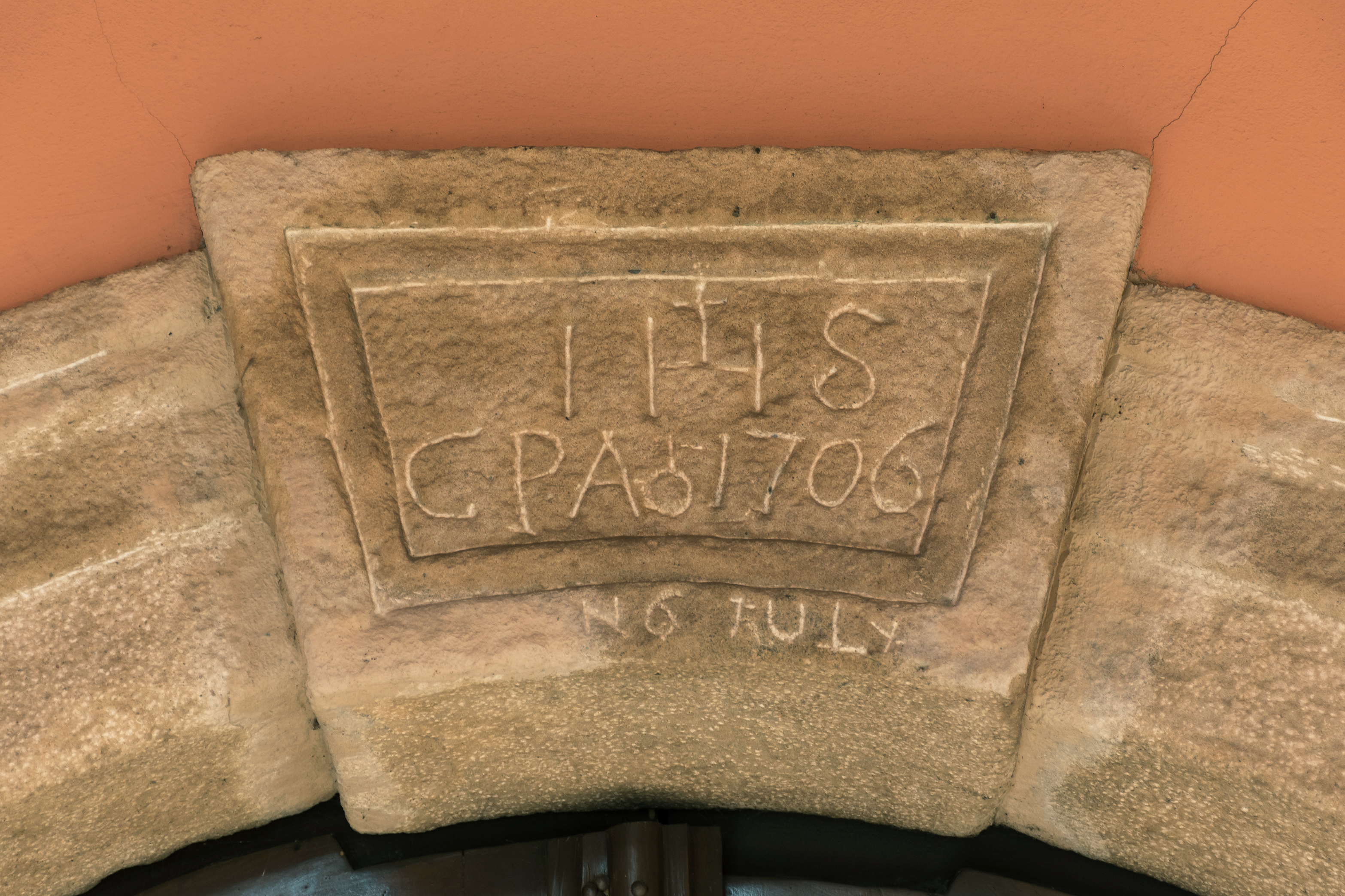
Zwornik w portalu
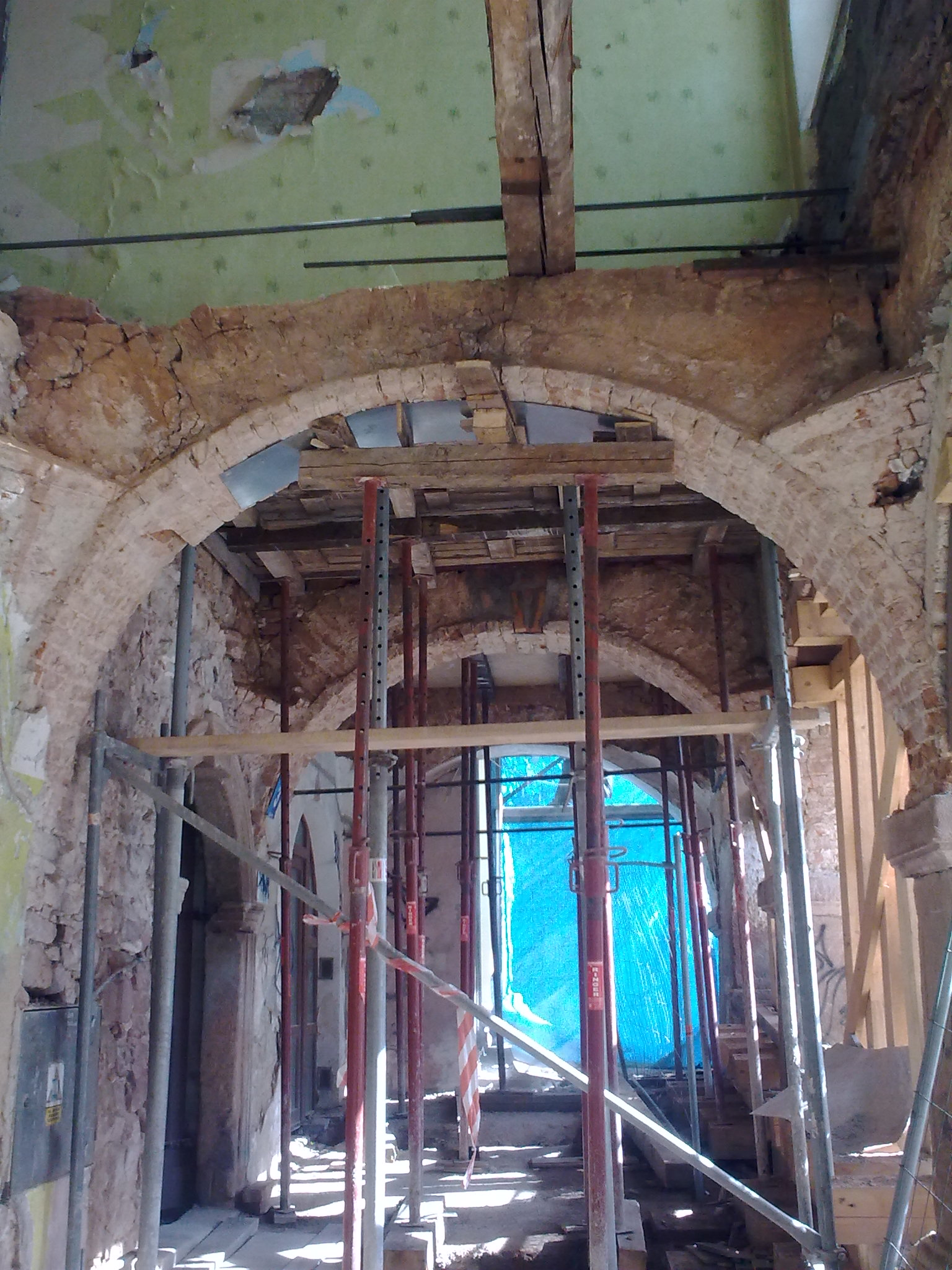
Podczas remontu